# Alfred Druschel
Alfred Druschel, né le 4 février 1917 à Bindsachsen et mort au combat le 1er janvier 1945 près d'Aix-la-Chapelle, est un pilote allemand. As de la Luftwaffe, il est le premier pilote d'attaque au sol à recevoir la croix de chevalier de la croix de fer avec feuilles de chêne et glaives. Il est également décoré de l'insigne de pilote-observateur en or avec brillants. Il disparut le 1er janvier 1945 lors de l'opération Bodenplatte à la tête de la SG 4